# Concejal
Ein Concejal (Plural: Concejales) ist das Mitglied eines Concejos (oder auch Consejo), einer Ratsversammlung (lat. concilium = Rat, Zusammenkunft) in der politischen Verwaltung spanischsprechender Länder. Er entspricht in etwa dem deutschen Gemeinderat.

## Spanien
In Artikel 140 der Verfassung des Königreiches Spanien von 1978 wird der Begriff Concejal im Sinne von Gemeinderatsmitglied verwendet. Es heißt dort, dass sich die Gemeindevertretungen (Ayuntamientos) aus den Bürgermeistern (Alcaldes) und den Gemeinderatsmitgliedern (Concejales) zusammensetzen. Ihnen obliegt die Regierung und Verwaltung der Gemeinde. Die Gemeinderatsmitglieder (Concejales) werden von den Bürgern ihrer Gemeinde in allgemeiner, gleicher, freier, unmittelbarer und geheimer Wahl gewählt. Die Bürgermeister werden von den Gemeinderatsmitgliedern gewählt.

## Lateinamerika
In vielen Ländern Lateinamerikas heißen die Gemeindevertretungen Consejo Municipal. Die Concejales werden in der Regel für die Dauer von vier Jahren gewählt. Eine Wiederwahl ist in einigen Ländern, z. B. Kolumbien oder Venezuela, nicht erlaubt.